# Минска губерния
Минска губерния (на руски: Минская губерния) е губерния на Руската империя, съществувала от 1793 до 1921 година. Разположена е в централната част на днешна Беларус и малка територия в днешна Украйна, а столица е град Минск. Към 1897 година населението ѝ е около 2,15 милиона души, главно беларуси (76,0%), евреи (16,0%), руснаци (3,9%) и поляци (3,0%).
Създадена е след Втората подялба на Жечпосполита през 1793 година на основата на дотогавашното Минско войводство. Закрита е през 1921 година, когато след края на Полско-съветската война западната ѝ част е включена в полското Полеско войводство, а източната – в Белоруската съветска социалистическа република.